# Eikelhof
Eikelhof is een buurtschap in de gemeente Olst-Wijhe in de Nederlandse provincie Overijssel.

## Bezienswaardigheid
In Eikelhof bij Erve Voetdijk aan de Boxbergerweg ter hoogte van de driesprong Wesepe-Deventer-Olst staat in een weiland een zandstenen kruis, met daarop een tekst en het jaartal 1493. In het hart van kruis bevindt zich een wapenschild, maar het wapen daarop is grondig verwijderd. De tekst op het kruis maant voorbijgangers te bidden voor de zielerust van Johan Luedens. Het is tot nu toe onbekend wie dat was. Zulke kruisen, ook wel moordkruisen, boetekruisen of veldkruisen genoemd, waren in vroegere eeuwen geen zeldzaamheid. In 1973 is door amateurarcheologen onderzoek gedaan in de bodem rond het kruis. Er werden geen aanwijzingen gevonden waarom het nu juist daar geplaatst is. Volgens een plaatselijke sage zou op het kruis een vloek rusten; iedereen die het probeert te verplaatsen zal daar onherroepelijk vreselijke gevolgen van ondervinden.

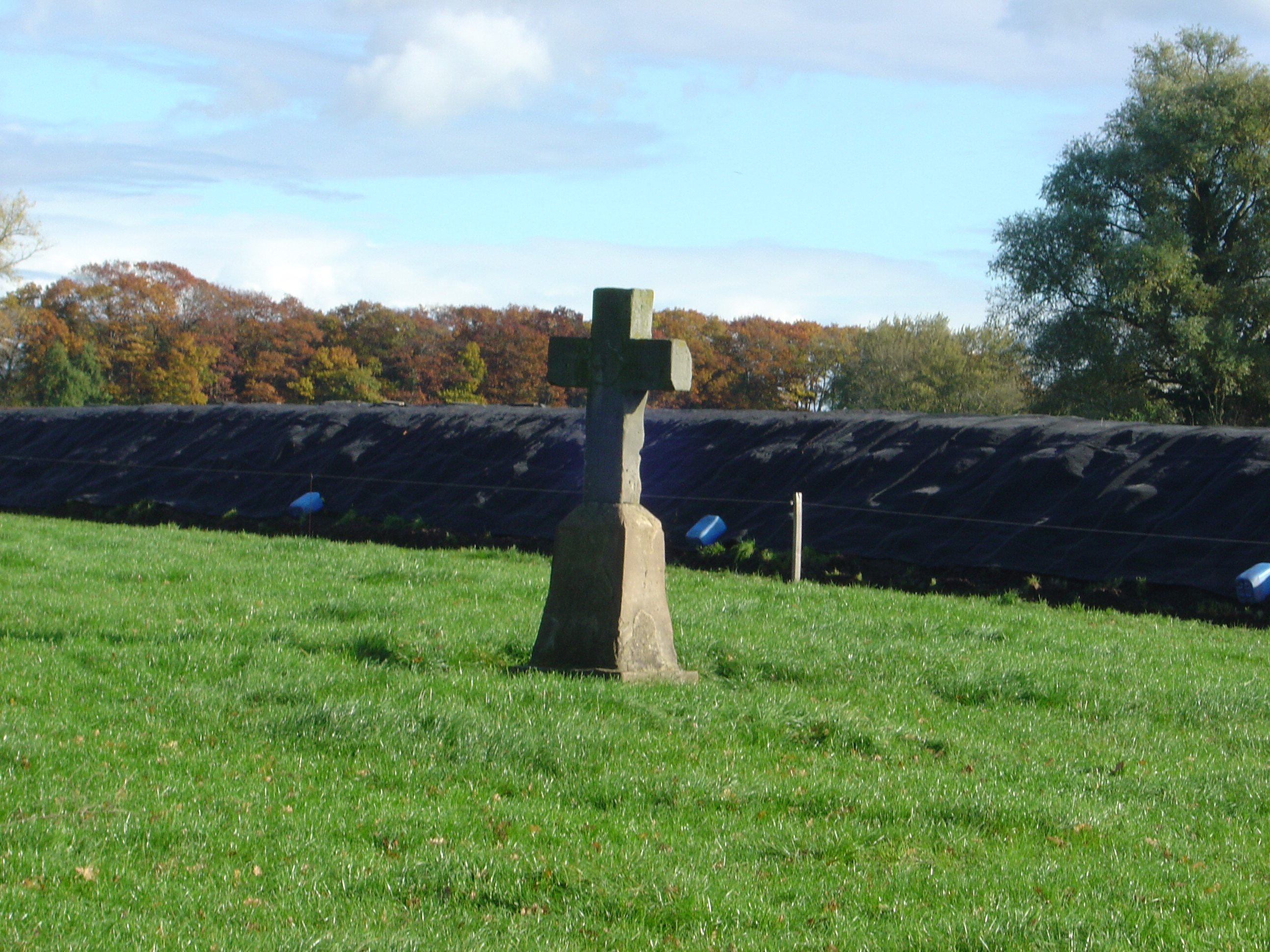
Het stenen kruis op de Eikelhof

## Station
De Eikelhof had in vroeger tijden een station (Station Eikelhof) aan de Spoorlijn Deventer - Ommen van de Overijsselse Lokaalspoorweg-Maatschappij. Dit station werd geopend op 1 oktober 1910 en gesloten op 15 mei 1935 omdat de lijn werd opgeheven.
Hoofdplaatsen: Olst · Wijhe      Dorpen: Boerhaar · Boskamp · Den Nul · Welsum · Wesepe

Buurtschappen: Duur · Eikelhof · Elshof · Fortmond · Hengforden · Herxen · Marle · Middel · Welsumerveld 

Voormalige gemeenten: Olst · Wijhe

Overijssel · Steden en dorpen in Overijssel      Nederland · Provincies · Gemeenten